# EA Sports
EA Sports е компания, която от 1993 г. насам се занимава със спортни видеоигри.
Тя е основана през 1982 година във Ванкувър, Британска Колумбия, Канада. Приходите на компанията през 2008 година са 4,02 милиарда USD, нетният доход на компанията е 339 милиона USD. Служителите на компанията са 7900 души през 2007 година.

## Сделки
През 2003 г. EA закупуват лиценз за НАСКАР за 6 години, който приключва конкуренцията от Papyrus и Infogrames.
На 13 декември 2004 г. ЕА Sport подписа изключителна сделка с NFL за 5 години. На 12 февруари 2008 г. ЕА Sports обявява разширяването на своята сделка с NFL до 2012 г.

## Серии
- Madden NFL серия, 1988
- NCAA Football серия, 1993
- EA Sports GameShow, 2008
- NBA Live серия, 1994
- NCAA March Madness серия, 2003
- MVP Baseball серия
- NHL серия, 1991
- FIFA серия, 1993
- NASCAR серия
- Knockout Kings
- Total Club Manager
- Rugby League серия
- Cricket серия
- Tennis (Unnamed)

## 08 игри
- Madden NFL 08
- NCAA Football 08
- NBA Live 08
- NFL Tour
- NHL 08
- Tiger Woods PGA Tour 08
- FIFA 08
- FIFA Manager 08
- NASCAR 08
- Rugby 08
- NCAA March Madness 08
- UEFA Euro 2008

## 09 игри
- FIFA Manager 09
- NASCAR 09
- NCAA Football 09
- NFL Head Coach 09
- NHL 09
- Madden NFL 09
- Tiger Woods PGA Tour 09
- FIFA 09
- NBA Live 09
- NCAA Basketball 09
- Fight Night Round 4
- Rugby 09
- RFL 09
- Cricket 09
- Tennis
- EA Sports GAA MANIA